# Била (Каменц)

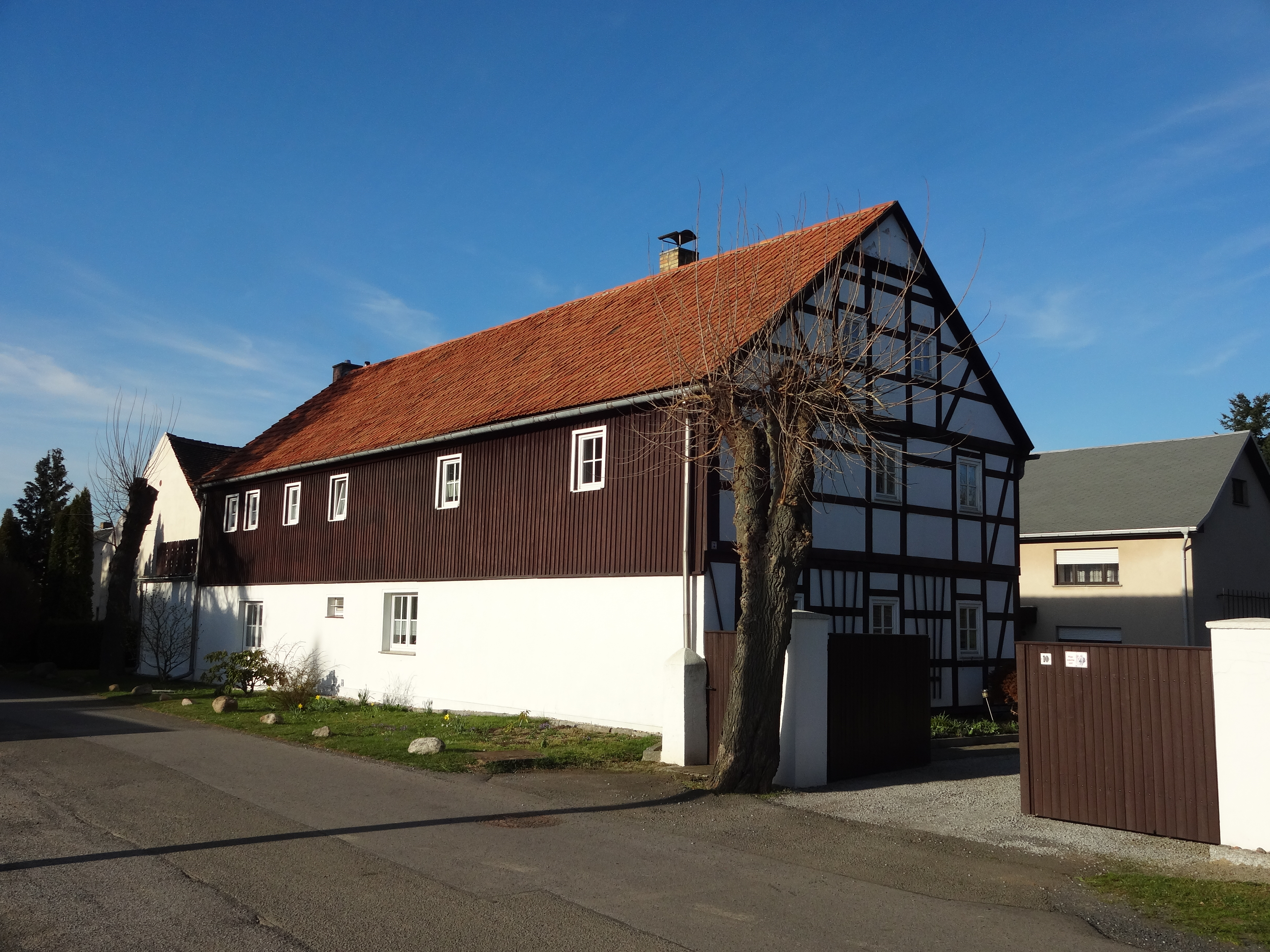

Би́ла (нем. Biehla; серболужицкое наименование — Бе́ла, в.-луж. Bĕła) — сельский населённый пункт в городских границах Каменца, район Баутцен, федеральная земля Саксония, Германия.

## География
Находится севернее Каменца на автомобильной дороге S94 (участок Каменц — Бернсдорф). На западе от Билы проходит железнодорожная линия Зенфтенберг – Каменц). На юге от населённого пункта находятся холмы Тойфельсберг (Teufelsberg), Охсенберг (Ochsenberg) и Ротер-Берг (Roter Berg) и на севере — биосферный заповедник «Пруды Била-Вайсиг».
Соседние населённые пункты: на востоке — деревня Шидель (сельская община Чорнау-Шидель, в городских границах Каменца), на юго-востоке — деревня Чорнау (сельская община Чорнау-Шидель в городских границах Каменца), на юге — Каменц, на западе — деревня Куннерсдорф (Глинка, в городских границах Каменца) и на северо-западе — деревня Штрасгребхен (Надрозна-Грабовка, в городских границах Бернсдорфа).

## История
Впервые упоминается в 1225 году под наименованием «Bel». С 1994 года входила в состав коммуны Шёнтайхен. В январе 2019 года после административно-территориальной и коммунальной реформы была передана в городские границы Каменца.
Исторические немецкие наименования:
- Bel, 1225
- M. von der Bele, 1374
- die Bele, 1419
- Biele, 1438
- Bela, 1466
- Byle, 1524
- Bule, 1547
- Biehla, Biehlen, 1658

## Население
| 1834 | 1871 | 1890 | 1910 | 1925 | 1939 | 1946 | 1950 | 1964 | 1990 | 2011 |
| ---- | ---- | ---- | ---- | ---- | ---- | ---- | ---- | ---- | ---- | ---- |
| 181  | 278  | 265  | 309  | 289  | 363  | 473  | 504  | 433  | 445  | 494  |